# Jay Briscoe
Pour les articles homonymes, voir Pugh et Briscoe.
Jamin Pugh est un catcheur américain né le 25 janvier 1984 à Salisbury (Maryland) et mort le 17 janvier 2023 à Laurel (Delaware) plus connu sous le nom de Jay Briscoe.

## Carrière

### Débuts
Il s'intéresse au catch en regardant la World Wrestling Federation, l'une de deux seules chaînes qu'il reçoit. Lors de ses études, il fait partie avec son frère de l'équipe de lutte du lycée. Ses premiers contact avec le monde du catch se font avec la East Coast Wrestling Association (ECWA). Leur mère Janna fait la course aux tickets pour tous les événements du catch, le promoteur de la ECWA s'approche de Janna et lui demande une cassette de ses fils. C'est comme ça que les Briscoe sont entrés dans la ECWA, le 20 mai 2000 sous leurs noms de catcheurs Jay et Mark Briscoe.

### Combat Zone Wrestling
Jay & Mark Briscoe font leurs débuts à la Combat Zone Wrestling (CZW) le 20 janvier 2001 lors du Delaware Invasion, en prenant part dans un three-on-one handicap match contre Trent Acid. A Best of the Best, un show de la CZW où des catcheurs  junior heavyweight sont opposés dans des hardcore matches, il passe le premier tour dans un three-way match avec Nick Mondo où celui qui touche le sol est éliminé. Dans le second tour, Jay remporte son match.
Après avoir perdu une opportunité pour le titre Tag Team à Breakaway Brawl et à A New Beginning, Jay et Mark remportent le titre CZW Tag Team Championship le 14 juillet 2001. Lors de leur premier match pour défendre le titre, ils le perdent face à Johnny Kashmere et Justice Pain le 28 juillet 2001 à What About Lobo? Mark désire arrêter le catch, mais Jay continue sa carrière en solo, et fait face à Justice Pain pour le titre de CZW Heavyweight Championship à September Slam le 8 septembre, et il perd son match.
Le 15 décembre 2002 à Cage of Death 3, il rencontre Nick Gage et Nate Hatred. Jay a 17 ans et son frère Mark seulement 16 ans, et comme cela est interdit en Pennsylvanie, ils ne peuvent pas catcher. Comme la CZW à plusieurs show à Philadelphie, The Briscoe se cachent sous des masques en se faisant passer pour the Midnight Outlaws. Jay et Mark reviennent le 12 avril 2003, à Best of the Best 3. Jay après une attaque durant le tournoi A.J. Styles, il passe en demi-finales, où il perd face à B-Boy. En équipe, ils font face à the Backseat Boyz pour le titre de CZW World Tag Team Championship à Truth or Consequences le 14 juin. Lors de Status Up : Fantastic, il perd contre BLK Jeez.

### Jersey All-Pro Wrestling
The Brothers font leur entrée à Jersey All-Pro Wrestling (JAPW), dans l'arène de la ECW, le 24 mars 2001 à March Madness Night 2, ils perdent face à Insane Dragon & Dixie. En 2001, ils affrontent : Insane Dragon & Dixie.

### Ring of Honor
The Briscoe Brothers catchent pour Ring of Honor. Jay catche pour la première fois face à Amazing Red et perd le match. Jay catche pendant 4 show, contre Spanky, Tony Mamaluke, Doug Williams, et James Maritato. à Honor Invades Boston, il bat son frère. Jay bat le ROH Champion Xavier à Glory By Honor dans un match sans le titre. A the First Anniversary Show, Jay bat Mark. Mark n'a pas quitté Prophecy, mais ils reforment une équipe.
The Briscoes en 2003 rencontrent A.J. Styles et Amazing Red, les tenants du titre ROH Tag Team Championship, ils perdent un match avec titre en jeu à Night of Champions. The Brothers prennent part au gauntlet match à Glory By Honor 2. Ensuite, ils passent dans d'autres promotions du circuit indépendant comme la Pro Wrestling Guerilla et la Pro Wrestling Unplugged.
The Briscoe Brothers sont de retour à ROH au  Fourth Anniversary Show, et rencontrent Tony Mamaluke & Sal Rinauro et Jason Blade & Kid Mikaze. Ils remportent leur match de retour. re-debut

### Full Impact Pro
The Briscoe Brothers travaillent aussi beaucoup pour la petite sœur de la ROH : Full Impact Pro (FIP).
Ils remportent en 2006 le FIP Tag Team Championship face à The Heartbreak Express.

### Pro Wrestling NOAH
The Briscoe Brothers partent en 2007 avec la Pro Wrestling NOAH au Japon, ils remportent le GHC Junior Heavyweight Tag Team Championship le 7 janvier 2007 face à Takashi Sugiura et Yoshinobu Kanemaru. Seulement deux semaines plus tard ils perdent leur titre face à Ricky Marvin et Kotaro Suzuki. Ils reviennent ensuite pour 3 shows en juillet, en rencontrant KENTA & Taiji Ishimori (match draw), dans le second match ils font équipe avec Nigel McGuinness et battent Takuma Sano, Takashi Sugiura, & Tsutomu Hirayanagi, et dans le troisième ils perdent avec McGuinness contre Mitsuharu Misawa (propriétaire de la NOAH), Yoshinari Ogawa et Ricky Marvin.

### Retour à la Ring of Honor (2006-2022)

#### Retour des Briscoe Brothers et Champion par équipe (2006-2013)
Lors du show du 13 novembre 2010, il perd contre Homicide. Lors du Gauntlet Match du 20 décembre, il rentre en 1er et élimine Steve Corino. Il se fait éliminer par Christopher Daniels. Lors de Revolution USA, lui et Mark battent les All Night Express. Lors de in Charlotte, il affronte Rhett Titus dans un match qui se finit en No Contest. Lors de Survival of the Fittest, il perd contre Michael Elgin dans un match qui comprenait Eddie Edwards, Mark Briscoe, Kyle O'Reilly et Roderick Strong. Lors de Final Battle 2012: Doomsday, lui et son frère Mark Briscoe battent S.C.U.M. (Jimmy Jacobs et Steve Corino) et Caprice Coleman et Cedric Alexander dans un Three Way Tag Team match et remportent les ROH World Tag Team Championship pour la huitième fois. Lors de 11th Anniversary Show, ils perdent les titres contre reDRagon (Kyle O'Reilly et Bobby Fish).

#### Double champion du monde (2013-2015)

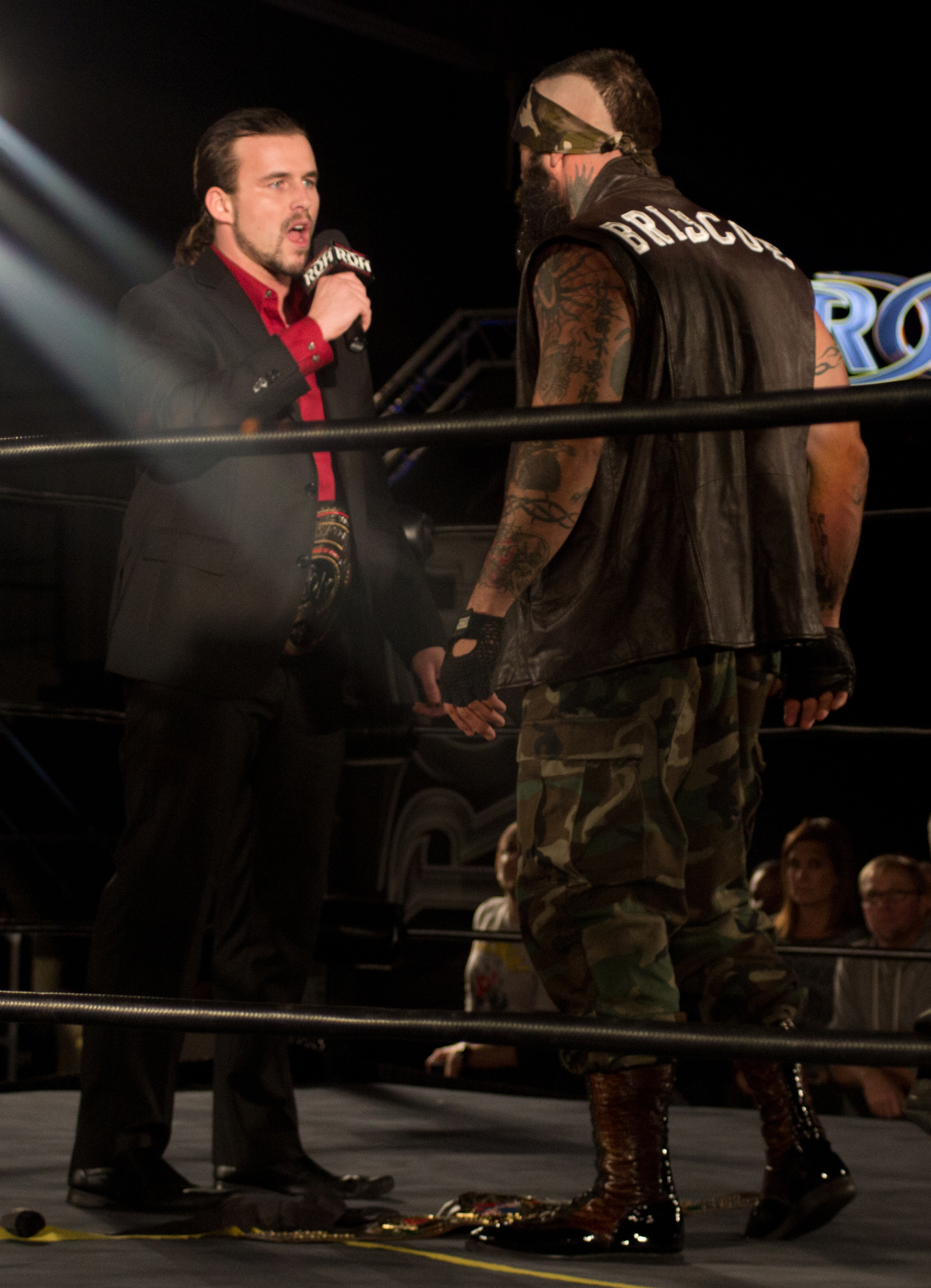
Adam Cole et Jay Briscoe pendant leur rivalité pour le ROH Undisputed World Championship.

Lors de Supercard of Honor VII, il bat Kevin Steen et remporte le ROH World Championship. Lors de Border Wars 2013, il conserve son titre contre Adam Cole. Lors de Best in the World 2013, il conserve son titre contre son frère Mark Briscoe. Le 23 juin, il conserve son titre contre Matt Hardy. Il se blesse à l'épaule et se fait donc retirer le titre par les officiels de la ROH. Il fait son retour lors de Glory by Honor XII, où il proclame qu'il est toujours le vrai champion car il n'a jamais été battu et n'a jamais perdu le titre à la suite d'une défaite. Il crée ainsi le ROH Real World Championship et dévoile aux yeux de tous sa ceinture.
Lors de Final Battle (2013), il perd contre le champion Adam Cole et Michael Elgin et ne remporte pas le ROH World Championship. Le 8 février, il bat Adam Cole et conserve son ROH Real World Championship. Les deux hommes entrent à nouveau en collision plus tard dans la soirée dans une bagarre. Lors de 12th Anniversary Show, il conserve son Real World Championship face à Mike Bennett. Il perd contre Adam Cole dans un Ladder War V match lors de Supercard of Honor VIII le 4 avril, qui unifie le ROH Real World Championship avec le ROH World Championship. Le lendemain, il perd avec son frère et Kevin Steen contre Adam Cole, Matt Hardy et Mike Bennett. Lors de War of the Worlds (2014), lui et son frère perdent contre Bullet Club (Doc Gallows et Karl Anderson) et ne remportent pas les IWGP Tag Team Championship. Le 22 juin à Best in the World (2014), ils battent Mike Bennett et Matt Hardy dans un No Disqualification match. Le 15 août, lors de Field of Honor (2014), il affronte Adam Cole, A.J. Styles et Michael Elgin pour le ROH World Championship, ce dernier remportant le match et conservant son titre.
Lors de All Star Extravaganza VI, il prend sa revanche en battant Michael Elgin et remporte pour la seconde fois le ROH World Championship. Il devient à cette occasion le second lutteur à avoir détenu cette ceinture à deux reprises. Le 15 novembre, à Glory by Honor XIII, il conserve son titre face à ACH. Le 7 décembre, lors de Final Battle (2014), il bat Adam Cole dans un Fight Without Honor match et conserve son titre. Il conserve son titre le 1er mars à 13th Anniversary Show en battant Tommaso Ciampa, Hanson et Michael Elgin. Il perd son titre le 19 juin lors de Best in the World (2015) au profit de Jay Lethal.

#### Multiples championnats par équipe (2015-2020)
Le 18 septembre, à All Star Extravaganza VII, lui et son frère Mark Briscoe perdent contre The All Night Express (Kenny King & Rhett Titus), Kenny King faisant son retour au sein de la fédération. Au cours de Final Battle 2015, le 18 décembre, ils perdent contre The Young Bucks et les All Night Express (Rhett Titus et Kenny King) et ne deviennent pas challengers pour les titres par équipe de la ROH. Lors de Global Wars 2016, ils perdent contre War Machine et ne remportent pas les ROH World Tag Team Championship. Lors de ROH 15th Anniversary Show, ils font équipes avec Bully Ray et battent War Machine (Hanson et Raymond Rowe) et Davey Boy Smith, Jr.,. Le 11 mars, ils battent The Kingdom (Matt Taven et Vinny Marseglia) et Silas Young et remportent les ROH World Six-Man Tag Team Championship. Lors de Supercard of Honor XI, ils conservent les titres contre Bullet Club (Hangman Page, Tama Tonga et Tanga Roa). Lors de la deuxième nuit de la tournée War of the Worlds, ils conservent les titres contre Los Ingobernables de Japón (Bushi, Evil et Sanada). Lors de la troisième nuit, ils conservent les titres contre Chaos (Baretta, Hirooki Goto et Rocky Romero).
Lors de Best in the World 2017, ils perdent les titres contre Dalton Castle et The Boys.
Le 28 septembre lors de ROH Death Before Dishonor, Jay & Mark Briscoe conservent les titres par équipe de la ROH en battant Frankie Kazarian & Christopher Daniels.
Le 12 octobre lors de ROH Glory By Honor XVI - Night 1, ils battent Beer City Cruiser et Brian Milonas. Le 14 octobre lors de l'enregistrement de la deuxième nuit de Glory By Honor XVI, ils perdent leurs titres par équipe de la ROH au cours d'un Three Way tag team match impliquant The Young Bucks et Frankie Kazarian & Christopher Daniels au profit de ces derniers.
Le 11 novembre lors du quatrième jour de ROH/NJPW Global Wars, ils battent EVIL & SANADA.
Le 14 décembre lors de ROH Final Battle 2018, ils battent Kazarian & Scorpio Sky et les Young Bucks au cours d'un triple threat tag team ladder match et remportent les ROH World Tag Team Championship pour la dixième fois.
Lors de ROH 17th Anniversary Show, ils perdent les titres contre Villain Enterprises (Brody King et PCO) dans un Las Vegas Street Fight Match.
Lors de Manhattan Mayhem, ils remportent les Championnats par équipe de la ROH pour la 11e fois en battant The Guerrillas of Destiny au cours d'un Street Fight Match. Durant Mass Hysteria (2019), ils conservent les ROH World Tag Team Championship en battant Beer City Bruiser et Brawler Milonas. Lors de Summer SuperCard, ils conservent les ROH World Tag Team Championship contre Tama Tonga et Tanga Loa lors d'un Ladder War X Match. Le 13 décembre lors de Final Battle, ils perdent les titres face à Jonathan Gresham & Jay Lethal. Deux jours plus tard, ils perdent contre 2 Guys 1 Tag et ne deviennent pas premiers aspirants aux titres par équipe. Le 9 février 2020, ils battent Mexablood. Le 28 février lors de Bound by Honor, ils battent Dan Maff & Jeff Cobb.

#### Rivalité avec EC3 et Shane Taylor (2020)
De septembre 2020 à décembre, il entre en rivalité avec EC3 et Shane Taylor,.
Le 25 décembre lors du dernier épisode de ROH TV de l'année, il remporte un 10-Person Tag Team match avec PCO, John Walters, Brawler Milonas et Flip Gordon contre l'équipe de son frère Mark composé de ce dernier, de Beer City Bruiser, Dak Draper, Dalton Castle et Tracy Williams.
Lors de Final Battle 2021, Mark Briscoe et lui battent The OGK (Mike Bennett et Matt Taven) et remportent les ROH World Tag Team Championship pour la douzième fois et se font attaqués après le match par FTR (Cash Wheeler et Dax Harwood). Lors de SuperCard Of Honor XV, ils perdent leur titres contre FTR.[réf. nécessaire]

### New Japan Pro Wrestling (2016-2017)

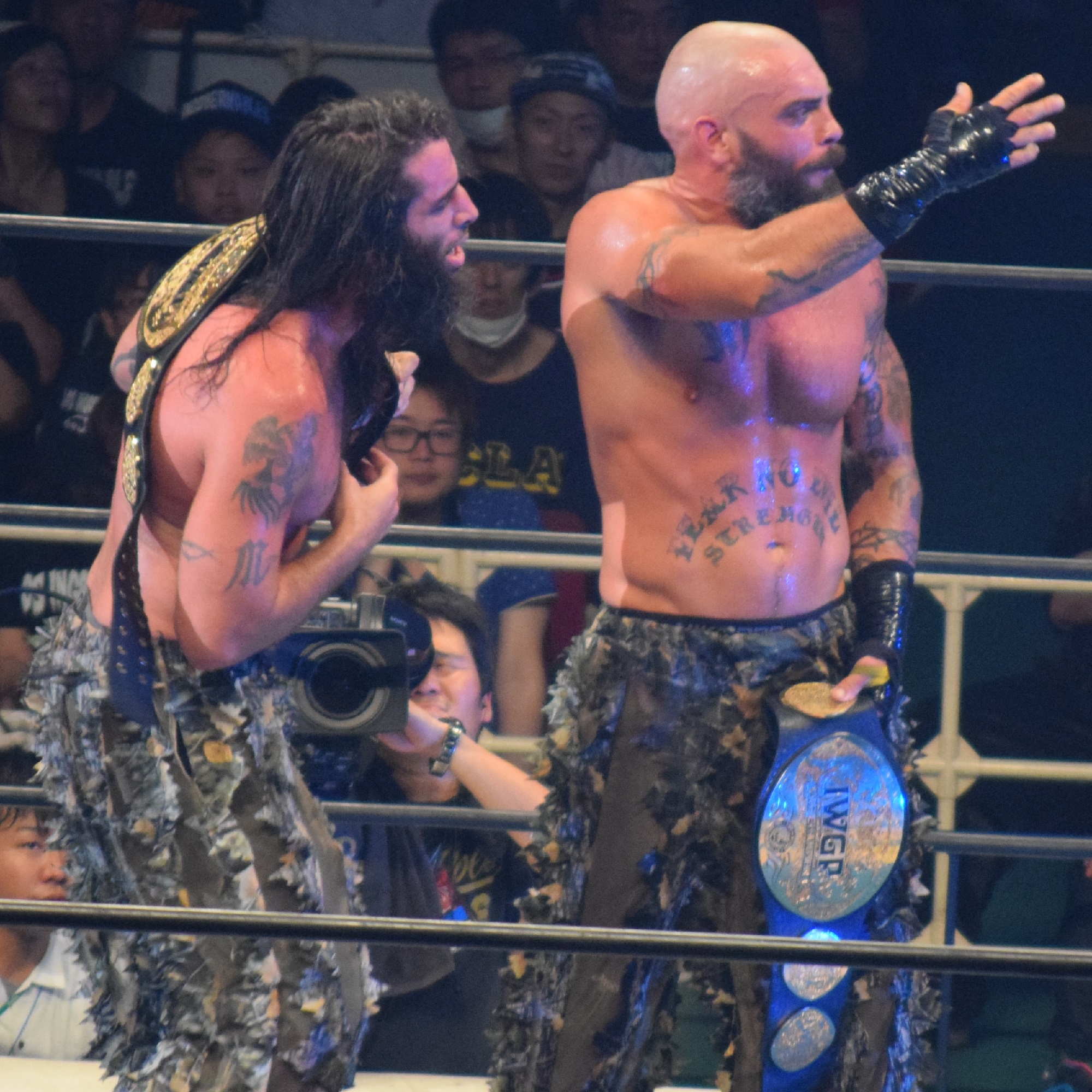
The Briscoe Brothers en tant que champions par équipe IWGP en juin 2016

Lors de Wrestle Kingdom 10, son frère Mark Briscoe et lui font équipe avec Toru Yano et remportent le NEVER Openweight Six Man Tag Team Championship en battant le Bullet Club (Yujiro Takahashi, Bad Luck Fale et Tama Tonga), lors de leur premier combat au Japon au sein de cette fédération. Par leur affiliation avec Toru Yano, ils sont également devenu membre du clan Chaos. Lors de NJPW New Year Dash 2016, ils conservent les titres contre Bullet Club (Bad Luck Fale et The Young Bucks). Lors de The New Beginning in Osaka 2016, ils perdent les titres contre Bullet Club (Yujiro Takahashi, Bad Luck Fale et Tama Tonga). Lors de The New Beginning in Niigata 2016, ils battent Bullet Club (Yujiro Takahashi, Bad Luck Fale et Tama Tonga) et remportent pour la deuxième fois les NEVER Openweight 6-Man Tag Team Championship. Lors de Honor Rising: Japan 2016, ils perdent les titres contre Bullet Club (Kenny Omega, Matt Jackson et Nick Jackson). Lors de Dominion 6.19, ils battent Guerrillas of Destiny (Tama Tonga et Tanga Roa) et remportent les championnats par équipe IWGP. Lors de Destruction in Hiroshima, ils conservent leur titres contre The Young Bucks. Lors de King of Pro-Wrestling, ils perdent les titres contre les Guerrillas of Destiny.
Lors de la première journée de Honor Rising: Japan 2017, ils perdent contre Bullet Club (Adam Cole et Kenny Omega).

### Retour à Impact Wrestling (2022)
Le 1er avril 2022, lors de Multiverse of Matches, il fait son retour avec Mark Briscoe à Impact Wrestling en perdant contre The Good Brothers (Doc Gallows et Karl Anderson).
Lors de Under Siege, ils battent Violent by Design (Eric Young et Deaner) et remportent les championnats du monde par équipe d'Impact.

## Palmarès
- Combat Zone Wrestling
  - 2 fois CZW Tag Team Champions avec Mark Briscoe

- Full Impact Pro
  - 1 fois FIP Tag Team Champion avec Mark Briscoe

- * Game Changer Wrestling
  - 2 fois GCW Tag Team Champion avec Mark Briscoe

- Impact Wrestling
  - 1 fois Impact World Tag Team Champion avec Mark Briscoe

- House of Glory
  - 1 fois HOG Tag Team Champion avec Mark Briscoe

- National Wrestling Alliance
  - Crockett Cup (2022) avec Mark Briscoe

- New Japan Pro Wrestling
  - 1 fois IWGP Tag Team Championship avec Mark Briscoe
  - 2 fois NEVER Openweight 6-Man Tag Team Champion avec Mark Briscoe et Toru Yano

- NWA Wildside
  - 1 fois NWA Wildside Tag Team Champion avec Mark Briscoe

- Pro Wrestling NOAH
  - 1 fois GHC Junior Heavyweight Tag Team Champion avec Mark Briscoe

- Pro Wrestling Unplugged
  - 1 fois PWU Tag Team Champion avec Mark Briscoe

- Real Championship Wrestling
  - 1 fois RCW Tag Team Champion avec Mark Briscoe
  - RCW Tag Team Championship Tournament (2009) avec Mark Briscoe

- Ring of Honor
  - 2 fois ROH World Champion
  - 12 fois ROH World Tag Team Champion avec Mark Briscoe (record)
  - 1 fois ROH World Six-Man Tag Team Champion avec Mark Briscoe et Bully Ray

- Squared Circle Wrestling
  - 1 fois 2CW Tag Team Champion avec Mark Briscoe

- USA Pro Wrestling
  - 1 fois USA PRO Tag Team Champion avec Mark Briscoe

- USA Xtreme Wrestling
  - 1 fois UXW Tag Team Champion avec Mark Briscoe

## Récompense des magazines
- Pro Wrestling Illustrated

| Année | 2006 | 2007 | 2008 | 2009 | 2010 | 2011 | 2012 | 2013 | 2014 | 2015 | 2016 | 2017 | 2018 | 2019 | 2020 | 2021 | 2022 |
| ----- | ---- | ---- | ---- | ---- | ---- | ---- | ---- | ---- | ---- | ---- | ---- | ---- | ---- | ---- | ---- | ---- | ---- |
| Rang  | 330  | 78   | 49   | 81   | 62   | 74   | 63   | 27   | 38   | 7    | 30   | 81   | 80   | 108  | 220  | 131  | 197  |

- Wrestling Observer Newsletter awards
  - Tag Team of the Year (2007)

- Wrestling Observer Newsletter

| # | Résultat | Adversaire                        | Évènement                   | Date           | Durée | Lieu           | Notes |
| - | -------- | --------------------------------- | --------------------------- | -------------- | ----- | -------------- | --- |
| 1 | Défaite  | FTR (Cash Wheeler et Dax Harwood) | ROH Supercard Of Honor 2022 | 1er avril 2022 | 27:25 | Garland, Texas | Il s'agit d'un match par équipe Il s'agit d'un match par équipe où il fait équipe avec son frére Mark Briscoe pour le Championnat du monde par équipe de la ROH dont ils détiennent les ceintures. |